# Coração de Dom Pedro I

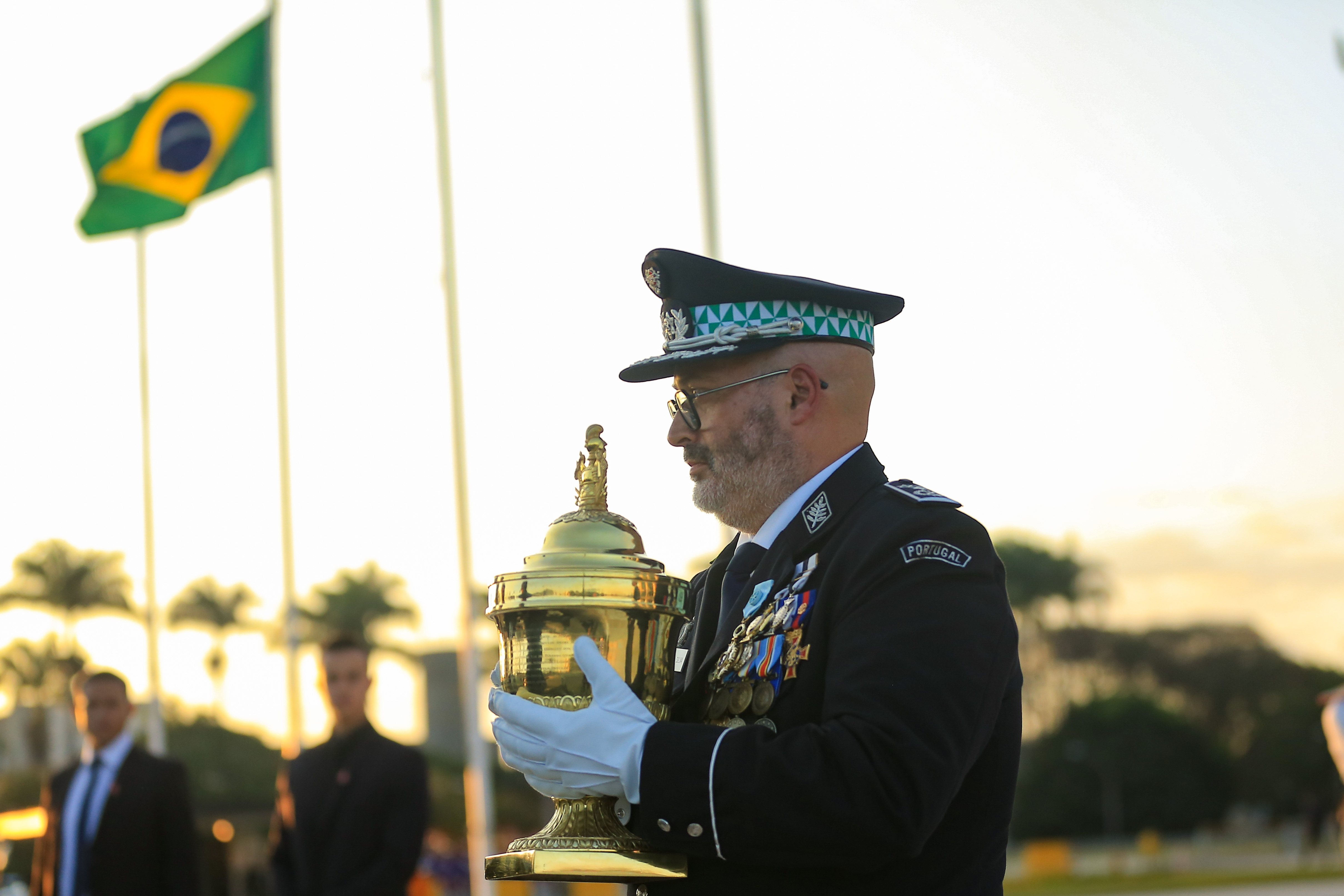
Solenidade de chegada do coração de Dom Pedro I ao Brasil, em 2022

O coração de Dom Pedro I é o coração do rei português  Dom Pedro IV  e imperador brasileiro Dom Pedro I, preservado desde sua morte, em 1834. O órgão é mantido em um bocal de vidro, com formol, na Igreja de Nossa Senhora da Lapa. O recipiente é mantido em uma urna, fechada a chave. O coração é considerado uma relíquia pelo governo português.
O corpo de Dom Pedro I está sepultado em São Paulo, na cripta do Monumento à Independência. Por decisão do próprio monarca, como um de seus últimos pedidos em vida, o coração foi separado e mantido em Portugal. Dom Pedro I pediu que o coração fosse preservado no Porto por conta da relevância da cidade na disputa pelo trono português entre Dom Pedro I e seu irmão Dom Miguel.
Após a morte do imperador por tuberculose em setembro de 1834, uma série de acordos reais e eclesiásticos foram feitos para que, em fevereiro de 1835, o coração fosse enfim enviado para o Porto, guardado em um vaso de prata dourada, envolto em um estojo forrado de veludo negro, dentro da Igreja de Nossa Senhora da Lapa.
Em 2022, após sua exposição no contexto do Bicentenário da Independência do Brasil, foi noticiado que o órgão encontra-se com aspecto inchado, possivelmente por conta do material inicialmente usado em sua conservação pelo médico João Fernandes Tavares, antes de ser mantido em formol. As condições do coração são objeto de investigação na área de antropologia forense.

## História

### Antecedentes

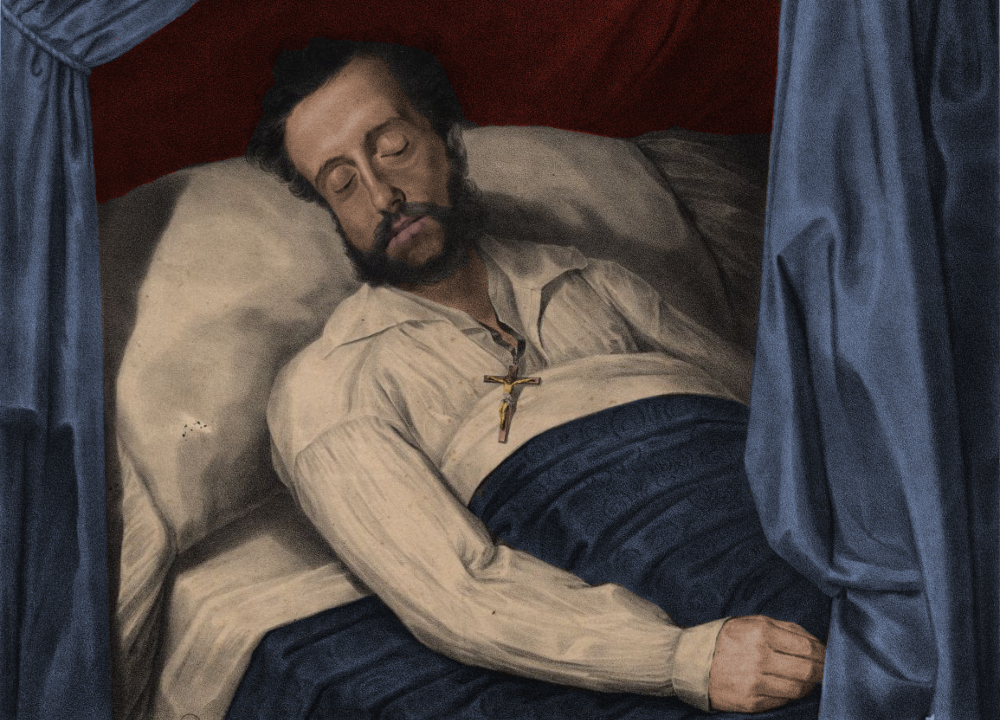
Dom Pedro I em seu leito de morte, por José Joaquim Rodrigues Primavera, 1834.

Em 23 de setembro de 1834, na véspera de sua morte, D. Pedro I escreveu uma carta voltada ao público brasileiro, em que declara o seu desejo em relação ao destino de seus restos mortais após a morte:
Brasileiros! Eu deixo meu coração à heroica Cidade do Porto, teatro da minha verdadeira glória, e o resto do meu despojo mortal à Cidade de Lisboa, lugar de minha nascença; porem vós possuis a relíquia mais preciosa, a emanação vivente do meu ser, meu filho! Meu filho único! 
Dom Pedro não fora o primeiro monarca a determinar, ainda em vida, que seu coração fosse separado do corpo e preservado ou enterrado. Ainda durante a Idade Média, monarcas como Roberto I da Escócia, Ricardo I de Inglaterra e Henrique I de Inglaterra tiveram seus corações enterrados em localidades diferentes do resto de seus corpos.

### A morte de D. Pedro e a chegada à Cidade do Porto

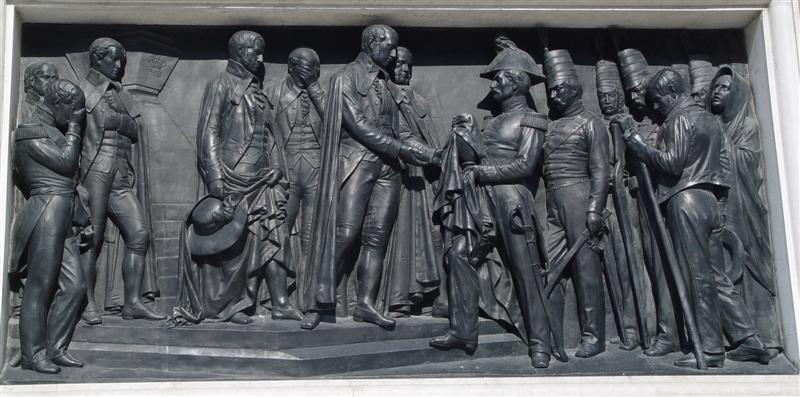
Baixo-relevo de 1866 na estátua de D. Pedro na Praça da Liberdade, em Porto, representando a chegada da relíquia à cidade.

Após a morte de D. Pedro por tuberculose, sua filha, Maria II de Portugal, decidiu cumprir o desejo do pai. Conforme narrado por Amélia de Leuchtenberg, viúva de Dom Pedro, em uma carta para sua filha Januária de Bragança, foi realizada uma autópsia do corpo, revelando um pulmão direito inchado e pesado, e um coração de aparência dilatada. A exumação dos restos mortais de D. Pedro, realizada em 2013 por uma equipe do Museu de Arqueologia e Etnologia da Universidade de São Paulo, determinou que parte das costelas do lado direito do corpo haviam sido cortadas, provavelmente para a retirada do coração durante o momento da autópsia e do embalsamamento.
No entanto, o finado imperador não havia deixado claro em qual parte da Cidade do Porto seu coração deveria ser guardado, e logo uma disputa ocorreu. A rainha, D. Maria II, e o então bispo de Lisboa, Francisco de São Luís Saraiva, haviam escolhido a Igreja da Lapa, que havia sido frequentada por frequência por D. Pedro. No entanto, a Câmara Municipal do Porto favorecera a capela de São Vicente, na Sé do Porto.
Por fim, a decisão foi tomada em fevereiro de 1836 de que a relíquia do coração seria enfim guardada na Lapa. Em 4 de fevereiro, o coração partiu pelo rio Tejo em direção à Cidade do Porto a bordo do navio de guerra Jorge IV, comandado pelo coronel Baltazar de Almeida Pimentel e uma guarda de honra composta por 70 soldados.
Chegando à Ribeira após 3 dias de viagem, a comitiva foi recebida com uma cerimônia oficial, onde a urna contendo o coração foi entregue à Câmara do Porto, junto de sua chave.
A urna original era composta por uma parte exterior feita de mogno e uma parte interior feita de prata. Posteriormente, o coração foi colocado dentro de um vaso de vidro selado hermeticamente, que fica contido dentro da urna de prata.

## Bicentenário da Independência
No contexto das celebrações do bicentenário da Independência do Brasil, o coração de Dom Pedro I foi transportado ao Brasil e exposto em Brasília.
A vinda do órgão para o Brasil foi idealizada por Nise Yamaguchi na primeira metade de 2022, em diálogo com o presidente Jair Bolsonaro, e os descendentes de Dom Pedro, o deputado federal Luiz Philippe de Orléans e Bragança e Bertrand de Orléans e Bragança. O deputado, tetraneto de D. Pedro I, teria viajado para Porto, onde entrou em contato com os responsáveis pela Igreja da Lapa e com membros da Câmara Municipal. A Embaixada do Brasil em Lisboa e o consulado brasileiro envolveram-se na negociação, propondo que o coração fosse emprestado de forma temporária para a realização das festividades do bicentenário.
Tanto a Câmara Municipal quanto a Ordem Terceira da Lapa não demonstraram oposição à proposta, desde que fosse assegurada a segurança do coração. O presidente da República Portuguesa, Marcelo Rebelo de Sousa, teria sido consultado, e sugerido que o empréstimo da relíquia fosse de fato efetuado. Para garantir que o coração não fosse sofrer danos durante o transporte para o Brasil, foi encomendado um estudo pericial por parte do Instituto Nacional de Medicina Legal, realizado por pesquisadores Faculdade de Medicina da Universidade do Porto e do Instituto de Ciências Biomédicas Abel Salazar. O estudo concluiu que não haveria nenhum risco à relíquia, desde que transportado em uma câmara pressurizada no avião.
Assim, em sessão do dia 18 de julho, os vereadores da Câmara Municipal do Porto aprovaram unanimemente a proposta de empréstimo do coração. A proposta aprovada considera que todos os custos referentes ao transporte serão responsabilidade do governo brasileiro, e estabelece a base legal para a efetivação do translado da relíquia.
No dia 22 de julho, o coração foi trazido de Portugal em uma avião da Força Aérea Brasileira, e recebido com honrarias de chefe de Estado, transportado no Rolls-Royce Silver Wraith presidencial, sendo escoltado pela 1.º Regimento de Cavalaria de Guardas. Por fim, foi realizada uma sessão oficial com o presidente Jair Bolsonaro na rampa do Palácio do Planalto.
A solenidade e a exposição do coração de Dom Pedro I foram alvo de críticas, especialmente pelo custo do translado e a morbidez das homenagens. Foi também criticado o fato de, com a vinda do órgão ao Brasil, não ser respeitado o último pedido de Dom Pedro I, já que ele havia solicitado que o coração estivesse em Portugal.

## Inscrições
Na urna de prata que contém o coração preservado de Dom Pedro, há duas inscrições, uma em latim  e a outra em português. A inscrição latina, se traduzida para o português, contém o seguinte texto:
A DEUS OPTIMO E MAXIMO

D. Pedro, Duque de Bragança, Fundador da paz, doador e vingador das liberdades públicas, havendo por impulso da Divindade, e com a sua grandeza de alma aportado às praias do Porto, e tendo aí pela força do Exercito que comandava, e pela grande e quase incrível ajuda que lhe presentaram os Portuenses, vingando ao mesmo tempo, e com estas armas a Portugal, tanto do Tirano que o oprimia, como de toda a sua facção, elegendo o Duque por isto mesmo, e ainda em vida aquele lugar, aonde tão magnanimamente expôs a própria vida pela Pátria que nele depois da morte descansar o seu Coração. Amélia augusta e amantíssima consorte do Duque, querendo de boa vontade, e com razão cumprir o voto de seu Esposo, encerrou reverentemente nesta urna os despojos mortais do Coração de seu Marido.

A outra inscrição, escrita em português, é retirada de um discurso de Dom Pedro direcionado aos portuenses:
EU ME FELICITO A MIM MESMO
Por me ver no Teatro da minha glória, no meio dos meus amigos Portuenses daqueles a quem devo pelos auxílios que me prestarão durante o memorável sítio, o nome que adquiri, e que honrado deixei em herança a meus filhos. Porto, 27 de Julho de 1834. D. Pedro, Duque de Bragança.